# Távirat

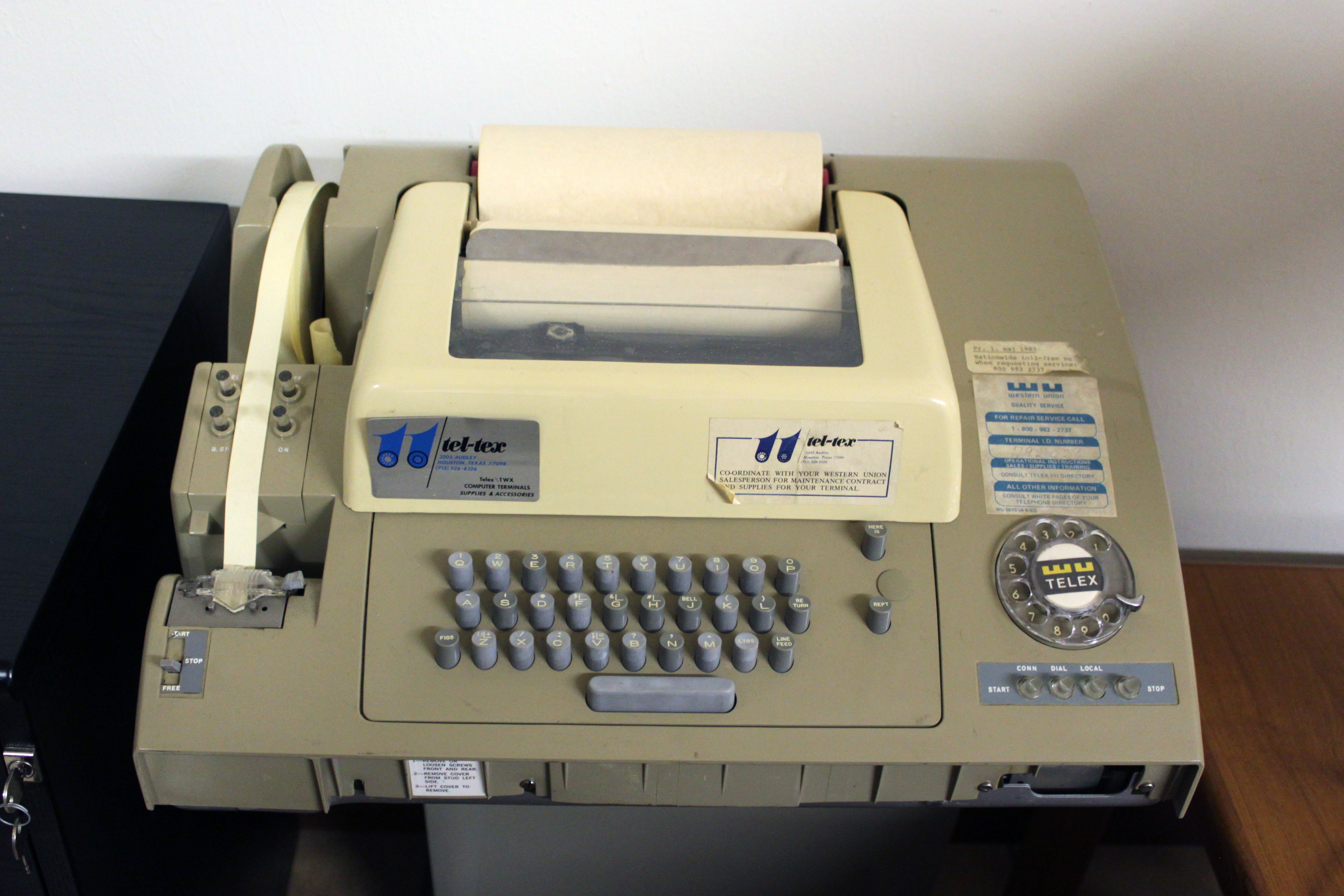
Géptávíró vagy telex berendezés, amely a nyilvános, kapcsolt hálózaton működő távközlési rendszeren géppel írt szövegek valós idejű átvitelére szolgál

A távirat (idegen eredetű szóval telegramm, korábbi nevén sürgöny) a feladótól átvett (felvett) szöveges üzenet, amelyet belföldi viszonylatban elektronikus hírközlő berendezés útján, vagy postai úton kézbesítenek, meghatározott, rövid időtartamon belül.
A távirat feladója megbízhatja az üzenet közvetítőjét, hogy a szöveges közleménye mellett, ábráról, képről, rajzról, fényképről illetve egyéb, elektronikus hírközlő berendezés útján továbbítható közleményéről készült másolatot a feladó által megjelölt címzetthez juttasson el.

## Története

Egy morzetávíró sematikus rajza (1. adó, 2. vevő, 3. megszakító, 4. áramforrás, 5. földelés, 6. vezeték, 7. elektromágnes, 8. írófej, 9. papírtekercs, 10. íróhenger, 11. továbbítóhenger, 12. papírszalag)

A sürgős üzenet küldése már évszázadok óta fontos szolgáltatásnak számít. A vezetékes távírórendszer kiépülésével vált széles körben lehetővé távirat küldése egy távoli helyre.
A technika fejlődésével a postai út mellett megjelentek az üzenetek elektronikus hírközlő berendezések útján való továbbításának különféle módjai is.

## Magyarországon
Magyarországon 1847. december 27. és 2021. április 30. között működött a szolgáltatás.
A nyelvújításkor alkotott szóval sürgönynek nevezték a mai táviratok elődeit, amelyeknek különös jelentőségük volt a diplomáciai életben, ahol bizalmas vagy titkos üzenetek postai úton való küldésére volt szükség.

### A távirat-szolgáltatás igénybevételi szerződés
A távirat-szolgáltatás igénybevételi szerződés a feladó és a Posta között jön létre. A Posta feladónak a táviraton feladóként megjelölt személyt, szervezetet tekinti. A távirat-szolgáltatás igénybevételi szerződés a távirat felvételével (átvételével) jön létre. A szerződés megkötésének időpontja a távirat felvételének időpontja. A szerződés teljesítésének időpontja a postai úton történő kézbesítés esetén a kézbesítés, illetve a kézbesítés megkísérlésének az időpontja, az elektronikus hírközlő berendezés útján kézbesített távirat esetében a kézbesítés, illetve annak legkésőbb harmadszori megkísérlésének időpontja.

### Fajtái
- a) Állami távirat („állami”, „állami elsőbbséggel”)

„Az a táviratfajta, amelyet belföldi forgalomban állami vagy közigazgatási szerv, bíróság, ügyészség, közjegyző, külföldi állam követsége vagy konzulátusa ad fel, valamint az ilyen táviratra az eredeti távirat bemutatása mellett adott válasz. Állami távirat csak személyesen, faxon és telexen adható fel, a jogosultságnak a feladó szerv bélyegzőjével való igazolása ellenében.”
- b) Levéltávirat (LT, LTF, „állami levéltávirat”)

„Az a táviratfajta, amelyet a Posta a rendeltetési hely szerinti postahelyig távirat módjára továbbít és a rendeltetési hely szerinti postahelyen levélküldeményként kézbesít.”
- c) Közönséges távirat (jelzés nélküli)

„Természetes személyek, jogi személyek, jogi személyiség nélküli gazdasági társaságok, valamint egyéb szervezetek egymás között közvetített táviratai.”
- d) Szolgálati értesítés (A, CR, ST)

„Az a táviratfajta, amelyet, a táviratot kezelő szolgáltatók egymás között váltanak egy általuk kezelt táviratra vonatkozóan, továbbá amelyet a Posta az igénybe vevő részére a távirat kezelésével kapcsolatos tájékoztatásként küld meg.”